# Нисина (лунный кратер)
Кратер Нисина (лат. Nishina) — крупный древний ударный кратер в южном полушарии обратной стороны Луны. Название присвоено в честь японского физика-ядерщика Ёсио Нисина (1890—1951) и утверждено Международным астрономическим союзом в 1970 г. Образование кратера относится к донектарскому периоду.

## Описание кратера

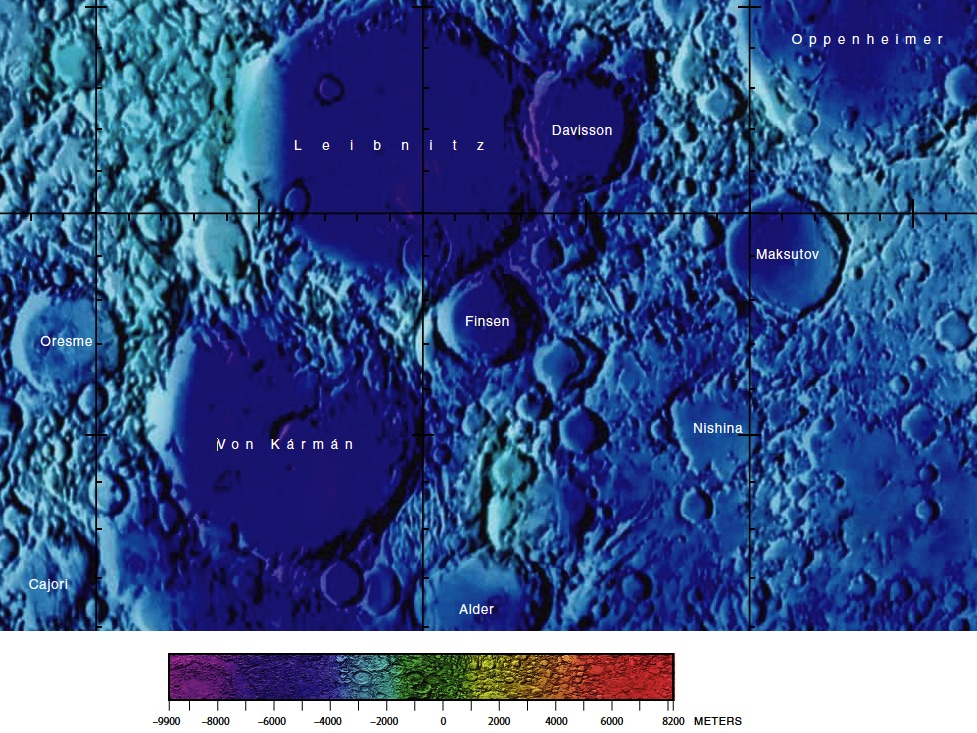
Окрестности кратера Нисина. Фрагмент карты обратной стороны Луны.

Ближайшими соседями кратера являются кратер Финсен на западе-северо-западе; кратер Максутов на севере-северо-востоке; кратеры Уайт и Хендрикс на востоке и кратер Альдер на юго-западе. Селенографические координаты центра кратера 44°34′ ю. ш. 170°48′ з. д. / 44,57° ю. ш. 170,8° з. д., диаметр 62,1 км, глубина 2,7 км.
Кратер Нисина имеет полигональную форму и затоплен темной базальтовой лавой. Вал значительно разрушен и превратился в нерегулярную цепь отдельных хребтов и пиков. Внутренний склон вала широкий, с остатками террасовидной структуры. Высота вала над окружающей местностью достигает 1250 м, объем кратера составляет приблизительно 3700 км³. Дно чаши плоское, испещрено множеством мелких кратеров и отмечено светлыми лучами.

## Сателлитные кратеры

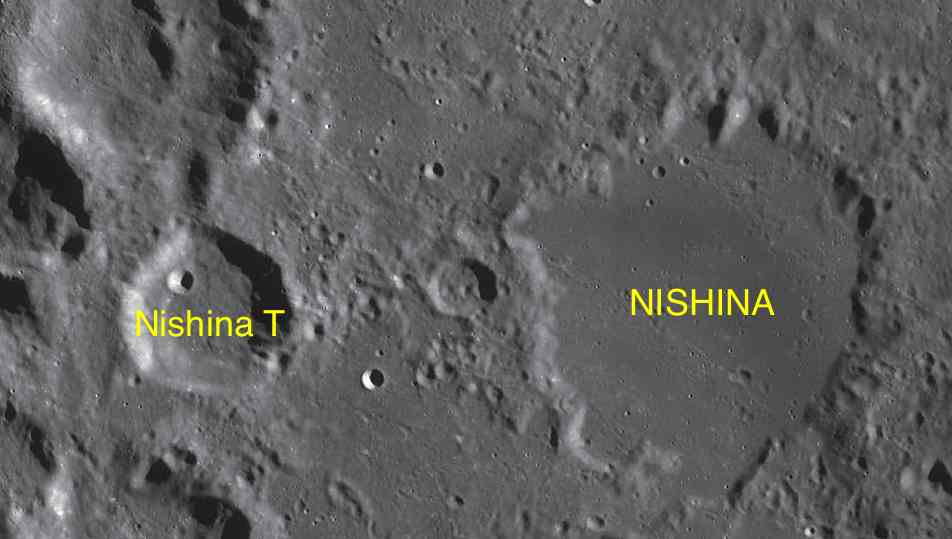
Фрагмент карты LAC-120.

| Нисина | Координаты                                              | Диаметр, км |
| ------ | ------------------------------------------------------- | ----------- |
| T      | 44°41′ ю. ш. 174°41′ з. д. / 44,69° ю. ш. 174,69° з. д. | 28,7        |